# Illes Argentina
Illes Argentina o també Illes Argentine és el nom d'un arxipèlag pròxim a l'Antàrtida descobert el 1903 per una expedició francesa. Formen part d'un arxipèlag més gran, l'arxipèlag Wilhelm.

## Situació
Es troben a 5 milles al sud-oest de l'illa Petermann i a 4 milles al nord-oest del cap Tuxen a la costa oest de la península Antàrtica, de la qual les separa l'estret Penola. Formen part de l'arxipèlag Wilhelm, que està separat de l'illa Petermann amb el pas Francès.

## Descripició
Les illes Argentina és un arxipèlag constituït per 16 illes o illots principals, col·locats formant un cordó de 3,8 milles de llargada, en direcció NNE-SSE més 2,8 milles cap al ONO. Estan completament cobertes de gel. La seva alçada màxima no supera els 50 msnm. La més gran de les illes és l'illa Skua, d'1,5 km de llargada per 1 km d'amplada.

De NE a SO les principals illes són:
- Illa Fanfare
- Illa Irízar
- Illa Uruguay
- Illa Forge
- Illa Grotto
- Illa Corner
- Illa Galíndez
- Illes Tres Chanchitos
- Illa Indicator
- Illa Winter
- Illes Shelter
- Illa Skúa
- Illa Leopard
- Illa Negra
- Illes Barchans
- Illots Anagrama

## Història
S'atribueix el seu descobriment a l'expedició francesa del 1903-05, perquè encara que altres ja havien estat abans a la zona, va ser els primers a esmentar l'indret.
Jean-Baptiste Charcot va triar el nom Argentine en reconeixement de la col·laboració del govern d'aquell país en la seva expedició. En nom d'illa Uruguay va ser també un homenatge a la corbeta ARA Uruguay de l'Armada Argentina, que va anar en busca de Charcot. L'illa Galíndez porta el nom del comandant de la corbeta, el capità Ismael Galíndez. L'illa Irízar porta el nom del comandant argentí Julián Irizar qui, amb la corbeta ARA Uruguay va rescatar l'expedició antàrtica sueca el 1903. L'any 1909 Charcot va tornar a la zona i va passar l'hivern a la veïna illa Petermann.
La British Graham Land Expedition (1934-37) de John Rymill, hi va instal·lar el 1935 una cabana (Wordie House¹) en l'illa Winter i es va quedar durant l'hivern fent estudis biològics, geològics i cartogràfics. Durant aquesta expedició es va posar nom a set illes més: Skua, Winter, Grotto, Corner, Anagram, Barchans i Forge.
El 1942 la cabana de Rymill va ser un dels diversos llocs que va visitar el vaixell argentí ARA 1° de Mayo deixant cilindres amb actes que proclamaven la sobirania argentina, formant part de la regió de l'Antàrtida reclamada com a seva.
El 7 de gener del 1947 el vaixell britànic Trepassey del Falkland Islands Dependencies Survey va cercar la cabana de Rymill sense trobar-la, havent de construir-ne una de nova al mateix lloc. La base fou denominada "F" i va estar ocupada fins al 1953 fins que se'n va construir una de nova a prop del cap Marina dins l'illa Galíndez, que va rebre el noom de Coronation House. La cabana va tornar a ser ocupada durant l'hivern del 1960 pel personal de la Base "T" britànica de l'illa Adelaida, a causa de les condiciones climàtiques. El 1977 la Base «F» fou canviada de nom, dient-li Base Faraday. El 1996 la base fou transferida (venuda per una lliura) a Ucraïna i des de llavors es coneix com a Base Akademik Vernadsky. La Wordie House va ser designada, amb el sistema del Tractat Antàrtic, com a lloc històric i monument N° 62. Va ser reconstruïda pels britànics entre 1995 i 1996 i transformada en un museu.

## Reclamacions territorials
L'Argentina inclou aquestes illes en la regió anomenada Departament Antàrtida Argentina dins la província de Terra del Foc, Antàrtida i Illes de l'Atlàntic Sud. Però segons el govern de Xile formen part de la Comuna Antàrtica de la província de l'Antàrtica Xilena dins la Regió de Magallanes i de l'Antàrtica Xilena. El Regne Unit també reclama la possessió d'aquestes illes, formant part del Territori Antàrtic Britànic. Les tres reclamacions estan subjectes a les disposicions del Tractat Antàrtic.
El nom de les illes segons els països reclamants són:
- Argentina: islas Argentina
- Xile: islas Argentina
- Regne Unit: Argentine Islands